# Tentative de coup d'État de 1988 aux Maldives
 (octobre 2023).
Une tentative de coup d'État a eu lieu aux Maldives le 3 novembre 1988. 
Le coup d'état était dirigé par un groupe de rebelles maldiviens dirigé par Abdullah Luthufi, assisté par un groupe de mercenaires tamouls venus du Sri Lanka, le PLOTE. La tentative a échoué lorsque l'Inde a envoyé 1 600 parachutistes de ses Forces spéciales, et qu'ils ont tué plusieurs leaders des PLOTE. 
Lorsque les rebelles ont compris que le coup d'état avait échoué, ils ont détourné le cargo MV Progresslight et ont mis les voiles vers le Sri Lanka. La Indian Navy les a alors interceptés et capturés.

## Déroulement

### Prise de Malé
Alors que les tentatives de coup d'État de 1980 et 1983 contre le président Maumoon Abdul Gayoom n'étaient pas vraiment graves, la troisième tentative en novembre 1988 a alarmé la communauté internationale.
Environ 80 mercenaires armés des PLOTE, groupuscule séparatiste du Sri Lanka sont arrivés dans la capitale des Maldives, Malé, à bord de vedettes rapides avant l'aube. Déguisés en visiteurs, un certain nombre de mercenaires avaient déjà infiltré Malé plus tôt. Ils ont rapidement pris le contrôle de la capitale, dont les principaux bâtiments gouvernementaux, l'aéroport, le port, les stations de télévision et de radio. Cependant, ils n'ont pas réussi à capturer le président Gayoom, qui s'est enfui de maison en maison et a demandé une intervention militaire de l'Inde, des États-Unis et du Royaume-Uni. Le gouvernement indien a immédiatement dépêché 1 600 soldats par avion pour rétablir l'ordre à Malé.

### Opération Cactus
L'opération Cactus a commencé dans la nuit du 3 novembre 1988, lorsque des avions Iliouchine Il-76 de l'Indian Air Force transportent 3 bataillons :
- 50th Independent Parachute Brigade, commandée par le Général de Brigade Farukh Bulsara,
- 6e bataillon du Régiment de Parachute (en)
- 17e Parachute Field Regiment

Les troupes indiennes volent sans escale sur 2000 kilomètres pour atterrir à l'aéroport international de Malé sur l'île Hulhulé. Elles sont arrivées neuf heures après l'appel du président Gayoom. 
Les parachutistes indiens ont immédiatement sécurisé l'aérodrome, se sont rendus à Malé à l'aide de bateaux réquisitionnés et ont secouru le président Gayoom. Les parachutistes ont rendu le contrôle de la capitale au gouvernement quelques heures après.
Certains mercenaires tentent de fuir vers le Sri Lanka à bord d'un cargo détourné. Ceux qui n'ont pas pu atteindre le navire à temps ont été rapidement arrêtés et remis au gouvernement maldivien. Dix-neuf personnes seraient mortes au cours des combats, pour la plupart des mercenaires. 
Les morts comprenaient deux otages tués par les mercenaires. Les frégates de la marine indienne Godavari et Betwa ont intercepté le cargo au large des côtes sri-lankaises et capturé les mercenaires. Une opération rapide par l'armée et des informations précises ont réussi à réprimer la tentative de coup d'État dans la nation insulaire.

## Conclusion
En juillet 1989, l'Inde a rapatrié les mercenaires capturés pour y être jugés. Le président Gayoom a commué les condamnations à mort prononcées contre eux en réclusion à perpétuité sous la pression indienne.
Le coup d'État de 1988 était dirigé par un homme d'affaires maldivien autrefois éminent, Abdullah Luthufi, qui exploitait une ferme au Sri Lanka. Selon lui, l'ancien président maldivien Ibrahim Nasir est impliqué dans la manœuvre, mais il a toujours nié toute implication. 
En juillet 1990, le président Gayoom a officiellement gracié Nasir par contumace en reconnaissance de son rôle dans l'obtention de l'indépendance des Maldives.
L'opération a également renforcé les relations indo-maldiviennes grâce à la restauration du gouvernement Gayoom.

## Documentaires
- 2018 : Operation Cactus : How India Averted Maldives Crisis in 1988, produit par Discovery Channel